# 莽古斯
莽古斯或莽古思（16世纪—1620年代1623年至1626年前:2），博尔济吉特氏，成吉思汗弟哈撒尔17世孙。后金时期科尔沁部贝勒，孝端文皇后生父。清廷称他为诺颜，女婿皇太极追封为扎萨克布颜图亲王。
他是纳穆赛之子，有兄弟明安、孔果尔二人。他和妻子衮布福晋的女儿即是孝端文皇后:2。有一子寨桑。1612年，他的侄女、明安之女嫁给努尔哈赤，开启了三百年的满蒙联姻。莽古斯家族由此与清朝皇族多次联姻。
天命八年（1623年）三月十三日的《满文老档》显示，莽古斯尚在人世。据《清实录·世祖实录》记载，莽古斯去世于天命十一年（1626年）之前:2。崇德二年七月二十四日，皇太极追封岳父莽古思为扎萨克布颜图亲王，汉文即和硕福亲王。妻子衮布福晋亦受册封。

## 备注
1. ↑  莽古斯（羅馬化：mangas）意为「妖魔」[1]。
2. ↑  蒙古语中，“诺颜”意为长官、领主。